# Wohlen
Wohlen is een gemeente en plaats in het Zwitserse kanton Aargau, en maakt deel uit van het district Bremgarten.
Wohlen telt 15.139 inwoners.

## Geboren
- Andy Hug (1964-2000), karateka

## Overleden
Viktor Kortsjnoj (1931-2016), schaker